# Intégrale première
Cet article court présente un sujet plus développé dans : Équation différentielle ordinaire et Système différentiel.
Une intégrale première d'une équation différentielle ordinaire ou d'un système différentiel {\displaystyle \Phi [t,x(t),{\dot {x}}(t),\dots ]=0}, où {\displaystyle t} est la variable et {\displaystyle x(t)} la fonction inconnue (scalaire ou vectorielle), est une fonctionnelle {\displaystyle \Psi [t,x(t),{\dot {x}}(t),\dots ]} qui reste constante (ne dépend pas de {\displaystyle t}) pour toute solution {\displaystyle x(t)} de l'équation ou du système. Quand {\displaystyle x(t)} est une coordonnée ou un vecteur position, on parle souvent d'une intégrale première du mouvement.
Le nom d'intégrale première provient du fait qu'on l'obtient en procédant à une première intégration de l'équation ou du système (on passe de l'ordre {\displaystyle n} à l'ordre {\displaystyle n-1}).

## Exemple: équations différentielles d'ordre 1
Pour une équation différentielle d'ordre 1 écrite sous la forme :
{\displaystyle {\dot {x}}(t)=f[t,x(t)]},
on montre que {\displaystyle F[t,x(t)]} est une intégrale première si et seulement si c'est une solution de l'équation aux dérivées partielles :
{\displaystyle {\frac {\partial F}{\partial t}}+{\frac {\partial F}{\partial x}}f=0}.

## Exemple: dynamique du point
Quand un point matériel de masse {\displaystyle m} est soumis à une force qui dérive d'un potentiel, son vecteur position {\displaystyle x(t)} est une solution du système différentiel d'ordre 2 :
{\displaystyle m\,{\ddot {x}}(t)=-\nabla U[x(t)]},
où {\displaystyle U[x(t)]} désigne le potentiel (l'énergie potentielle) et {\displaystyle \nabla } l'opérateur nabla. On montre que les fonctionnelles ci-dessous sont des intégrales premières du mouvement :
{\displaystyle \left\{{\begin{matrix}E(x,v)={\frac {1}{2}}m\,v^{2}+U(x)\\M_{1}(x,v)=m\left(x_{2}v_{3}-x_{3}v_{2}\right)\\M_{2}(x,v)=m\left(x_{3}v_{1}-x_{1}v_{3}\right)\\M_{3}(x,v)=m\left(x_{1}v_{2}-x_{2}v_{1}\right)\end{matrix}}\right.}
où {\displaystyle v={\dot {x}}} désigne le vecteur vitesse. {\displaystyle E} est l'énergie mécanique (somme de l'énergie cinétique et de l'énergie potentielle) et {\displaystyle M_{1},M_{2},M_{3}} les composantes du moment cinétique. Ces quatre grandeurs scalaires restent constantes au cours du mouvement du point matériel.